# Mercœur (Corrèze)
Mercœur (Mércuer auf Okzitanisch) ist eine französische Gemeinde mit 232 Einwohnern (Stand 1. Januar 2022) im Département Corrèze in der Region Nouvelle-Aquitaine. Die Einwohner nennen sich Marcoeurois(es).

## Geografie
Die Gemeinde liegt im Zentralmassiv am linken Ufer der Dordogne im Herzen der Xaintrie Noire. Die Präfektur des Départements, Tulle, befindet sich etwa 35 Kilometer nördlich und Argentat gut 10 Kilometer nördlich sowie Beaulieu-sur-Dordogne rund 15 Kilometer südwestlich.
Nachbargemeinden von Mercœur sind Hautefage im Norden, Sexcles im Nordosten, Camps-Saint-Mathurin-Léobazel im Osten, Laval-de-Cère im Süden, Altillac im Südwesten, Reygade im Westen sowie La Chapelle-Saint-Géraud im Nordwesten.

## Einwohnerentwicklung
| Jahr      | 1962 | 1968 | 1975 | 1982 | 1990 | 1999 | 2007 | 2016 |
| Einwohner | 428  | 441  | 368  | 345  | 323  | 267  | 248  | 248  |